# Newmarket (New Hampshire)
Pour les articles homonymes, voir Newmarket.
Newmarket est une localité du comté de Rockingham dans le New Hampshire aux États-Unis.